# Annie C. Shaw
Annie Cornelia Shaw, ou Annie C. Shaw, (16 de setembro de 1852 - 31 de agosto de 1887) foi uma pintora paisagista estadunidense.
Em 1876, Shaw foi eleita acadêmica pela Academia de Design de Chicago. Ela foi a primeira mulher a ganhar esse status.

## Biografia e carreira
Annie C. Shaw nasceu em Watervliet, Nova Iorque, em 1852, mas cresceu em Chicago, Illinois. Ela estudou com o pintor e ilustrador Henry Ford e foi eleita um associado da Academia de Design de Chicago, em 1873. Shaw exibiu uma pintura, "Illinois Prairie", na Exposição do Centenário da Filadélfia, em 1876. Nesse mesmo ano, foi eleita acadêmica pela Academia de Design de Chicago. Ela foi a primeira mulher a ganhar esse status.
O estilo de Shaw foi influenciado pela escola de pintores de Barbizon. Muitas vezes, ela pintava ao ar livre, viajando pelo país para pintar as Montanhas Adirondack, a costa do Maine e as pradarias ocidentais.

### Como professora
Shaw era uma respeitada professora de arte em Chicago e entre seus alunos estava a pintora impressionista estadunidense, conhecida por suas obras de paisagens, miniaturas e natureza morta Minerva J. Chapman.

### Pinturas e exibições
Suas pinturas foram exibidas na Academia de Belas-Artes da Pensilvânia, no Metropolitan Museum of Art e no Museu de Belas Artes de Boston. Shaw foi eleito membro honorário do Art Institute of Chicago em 1886, e o museu adquiriu duas de suas pinturas na década de 1890. Essas pinturas foram posteriormente vendidas em coleções particulares.

### Morte
Annie C. Shaw morreu em agosto de 1887, em Chicago, Illinois, Estados Unidos.